# Atletiek op de Olympische Zomerspelen 2008 - 1500 meter vrouwen
De 1500 m voor vrouwen op de Olympische Spelen van 2008 in Peking vond plaats op 19-23 augustus in het Nationale Stadion van Peking. Als A-limiet gold 4.07,00 en als B-limiet gold 4.08,00.
Dit evenement werd verzwakt doordat op 31 juli 2008 drie Russische medaillekandidaten werden geschorst wegens het gebruik van verboden middelen. Het ging hier om Joelia Fomenko, Tatjana Tomasjova en Jelena Soboleva.

## Programma
| Ronde         | Datum                 | Tijd (lokaal) | Tijd (NL) |
| ------------- | --------------------- | ------------- | --------- |
| Series        | dinsdag 19 augustus   | 10:00         | 04:00     |
| Halve finales | donderdag 21 augustus | 19:00         | 13:00     |
| Finale        | zaterdag 23 augustus  | 19:50         | 13:50     |

## Records
Voor dit onderdeel waren het wereldrecord en olympisch record als volgt.
| Wereldrecord     | 3.50,46 | Qu Yunxia  | CHN | Peking | 11 september 1993 |
| Olympisch record | 3.53,96 | Paula Ivan | ROU | Seoel  | 1 oktober 1988    |

## Uitslagen
De volgende afkortingen worden gebruikt:
- Q Gekwalificeerd op basis van finishpositie
- q Gekwalificeerd op basis van finishtijd
- DNS Niet gestart
- DNF Niet aangekomen
- DSQ Gediskwalificeerd
- PB Persoonlijke besttijd
- SB Beste seizoensprestatie
- NR Nationaal record
- CR Continentaal record

### Halve finales
Halve finale 1 - 21 augustus 2008 - 19:00
| Rang | Atleet                | Land | Tijd      | Extra |
| ---- | --------------------- | ---- | --------- | ----- |
| 1    | Maryam Jamal          | BRN  | 4.05,14 Q | .     |
| 2    | Natalia Rodríguez     | ESP  | 4.05,30 Q | SB    |
| 3    | Siham Hilali          | MAR  | 4.05,36 Q | PB    |
| 4    | Anna Mishchenko       | UKR  | 4.05,61 q | .     |
| 5    | Sarah Jamieson        | AUS  | 4.06,64   | .     |
| 6    | Stephanie Twell       | GBR  | 4.06,68   | .     |
| 7    | Anna Jakubczak        | POL  | 4.07,33   | .     |
| 8    | Christin Wurth-Thomas | USA  | 4.09,70   | .     |
| 9    | Irene Jelegat         | KEN  | 4.09,92   | .     |
| 10   | Konstadina Efedaki    | GRE  | 4.15,02   | .     |
| 11   | Nahina Touhami        | ALG  | 4.18,99   | .     |

Halve finale 2 - 21 augustus 2008 - 19:09
| Rang | Atleet                 | Land | Tijd      | Extra |
| ---- | ---------------------- | ---- | --------- | ----- |
| 1    | Iryna Lisjtsjynska     | UKR  | 4.13,60 Q | .     |
| 2    | Iris Fuentes-Pila      | ESP  | 4.14,10 Q | .     |
| 3    | Btissam Lakhouad       | MAR  | 4.14,34 Q | .     |
| 4    | Susan Scott            | GBR  | 4.14,66   | .     |
| 5    | Viola Kibiwot          | KEN  | 4.15,62   | .     |
| 6    | Gelete Burka           | ETH  | 4.15,77   | .     |
| 7    | Agnes Samaria          | NAM  | 4.15,80   | .     |
| 8    | Erin Donohue           | USA  | 4.16,05   | .     |
| 9    | Lisa Corrigan          | AUS  | 4.16,32   | .     |
| 10   | Lidia Chojecka         | POL  | 4.19,57   | .     |
| 11   | Dominigas Embana Tonga | GBS  | 5.05,76   | NR    |

Halve finale 3 - 21 augustus 2008 - 19:18
| Rang | Atleet          | Land | Tijd      | Extra |
| ---- | --------------- | ---- | --------- | ----- |
| 1    | Nancy Langat    | KEN  | 4.03,02 Q | SB    |
| 2    | Natalja Tobias  | UKR  | 4.03,19 Q | SB    |
| 3    | Lisa Dobriskey  | GBR  | 4.03,22 Q | PB    |
| 4    | Shannon Rowbury | USA  | 4.03,89 q | .     |
| 5    | Anna Alminova   | RUS  | 4.04,66 q | .     |
| 6    | Sylwia Ejdys    | POL  | 4.08,37   | .     |
| 7    | Rene Kalmer     | RSA  | 4.08,41   | .     |
| 8    | Sonja Roman     | SLO  | 4.08,52   | .     |
| 9    | Qing Liu        | CHN  | 4.09,27   | .     |
| 10   | Meskerem Assefa | ETH  | 4.10,04   | .     |
| 11   | Bouchra Chaabi  | MAR  | 4.19,89   | .     |

### Finale
23 augustus 2008 - 19:50
| Rang   | Atleet             | Land | Tijd    | Extra |
| ------ | ------------------ | ---- | ------- | ----- |
| Goud   | Nancy Langat       | KEN  | 4.00,23 | PB    |
| Zilver | Iryna Lisjtsjynska | UKR  | 4.01,63 |       |
| Brons  | Natalja Tobias     | UKR  | 4.01,78 | PB    |
| 4      | Lisa Dobriskey     | GBR  | 4.02,10 | PB    |
| 5      | Maryam Jamal       | BRN  | 4.02,71 |       |
| 6      | Natalia Rodríguez  | ESP  | 4.03,19 | SB    |
| 7      | Shannon Rowbury    | USA  | 4.03,58 |       |
| 8      | Iris Fuentes-Pila  | ESP  | 4.04,86 |       |
| 9      | Anna Mishchenko    | UKR  | 4.05,13 | PB    |
| 10     | Siham Hilali       | MAR  | 4.05,57 |       |
| 11     | Anna Alminova      | RUS  | 4.06,99 |       |
| 12     | Btissam Lakhouad   | MAR  | 4.07,25 |       |